# Eleições parlamentares europeias de 1999 (Finlândia)
As eleições parlamentares europeias de 1999 foram realizadas a 13 de Junho, e serviram para eleger os 16 deputados do país para o Parlamento Europeu.

## Resultados Nacionais
| Partido                 | Partido                       | Votos     | %               | +/-   | Deputados | +/-     |
| ----------------------- | ----------------------------- | --------- | --------------- | ----- | --------- | ------- |
|                         | Partido da Coligação Nacional | 313 960   | 25,27 / 100,00  | 5,10  | 4 / 16    | Estável |
|                         | Partido do Centro             | 264 640   | 21,30 / 100,00  | 3,06  | 4 / 16    | Estável |
|                         | Partido Social-Democrata      | 221 836   | 17,86 / 100,00  | 3,59  | 3 / 16    | 1       |
|                         | Aliança dos Verdes            | 166 786   | 13,43 / 100,00  | 5,84  | 2 / 16    | 1       |
|                         | Aliança de Esquerda           | 112 757   | 9,08 / 100,00   | 1,43  | 1 / 16    | 1       |
|                         | Partido Popular Sueco         | 84 153    | 6,77 / 100,00   | 1,02  | 1 / 16    | Estável |
|                         | Liga Cristã Finlandesa        | 29 637    | 2,39 / 100,00   | 0,42  | 1 / 16    | 1       |
|                         | Partido Ecologista            | 29 215    | 2,35 / 100,00   | Novo  | 0 / 16    | Novo    |
|                         | Outros                        | 19 319    | 1,55 / 100,00   |       | 0 / 16    |         |
| Votos inválidos         | Votos inválidos               | 5 819     | 0,47 / 100,00   | 4,48  |           |         |
| Total                   | Total                         | 1 248 122 | 100,00 / 100,00 |       | 16 / 16   |         |
| Eleitorado/Participação | Eleitorado/Participação       | 4 141 098 | 30,14 / 100,00  | 27,46 |           |         |